# Château de Cannenburgh
Le château de Cannenburgh (néerlandais : Kasteel De Cannenburgh) est un château d'eau situé dans la ville de Vaassen, province de Gueldre, aux Pays-Bas.

## Histoire
Le château est construit par Martin van Rossum en 1543 sur les ruines d'un ancien château. Après la mort de Rossum, son neveu Hendrik van Isendoorn (nl) en hérite et complète ce dernier. Le château appartiendra à la famille D'Isendoorn à Blois (nl) pendant environ 300 ans. En 1881, après la mort de la dernière descendante, une veuve sans enfant, l'avenir de la construction est incertain. En 1882, le château est acheté par Edouard van Lynden, puis par Frida Cleve-Mollard en 1905.
Après la Seconde Guerre mondiale, le château est saisi par le gouvernement néerlandais. En 1951, il est transféré à la Stichting Vrienden der Geldersche Kasteelen pour la somme symbolique d'un florin néerlandais. Entre 1975 et 1981, le château est restauré et est ouvert au visiteurs,.